# Брадилалия
Брадилалия (от греч. βραδύς — медлительный и λαλιά — речь) — замедление речи вследствие затрудненной способности издавать расчлененные звуки, в противоположность брадифазии — замедлению речи, происходящему от ослабленного процесса мышления, брадифрении; оба патологических случая являются следствием заболевания головного мозга.
Изучается в рамках логопедии и психолингвистики.